# (37799) 1997 WC31
1997 WC31 (asteroide 37799) é um asteroide da cintura principal. Possui uma excentricidade de 0.21856380 e uma inclinação de 2.66078º.
Este asteroide foi descoberto no dia 29 de novembro de 1997 por LINEAR em Socorro.